# Chrysophyllum manaosense
Chrysophyllum manaosense – gatunek drzew należących do rodziny sączyńcowatych. Występuje w Ameryce Południowej, głównie na terenie Peru, Ekwadoru i Brazylii.